# Talbina

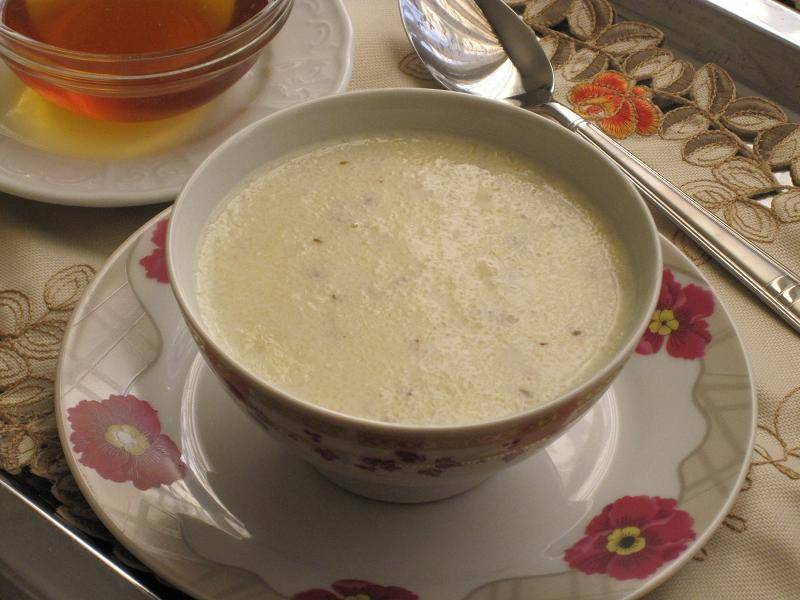
Bol de talbina.

La Talbina est une soupe traditionnelle originaire du Moyen-Orient, en particulier des pays arabes. Elle est préparée à partir de farine d'orge, de lait ou d'eau, et parfois de miel ou de sucre pour ajouter une touche sucrée. La Talbina est souvent consommée comme aliment réconfortant et est particulièrement populaire pendant le mois de jeûne du Ramadan. Ses origines remontent à l'époque du prophète Mahomet, qui en parlait comme d'un aliment bénéfique pour la santé.
La Talbina est riche en fibres et en nutriments, grâce à l'orge qui est un ingrédient principal. L'orge est une céréale très nutritive, riche en vitamines et minéraux, tels que la vitamine B, le fer, le magnésium et le zinc. La consommation d'orge peut être bénéfique pour la santé digestive, la gestion du poids et la réduction des risques de maladies cardiovasculaires. De plus, la Talbina est souvent préparée avec du lait, ce qui ajoute des protéines, du calcium et des vitamines à cette soupe nutritive. De consistance plus ou moins pâteuse selon la quantité de liquide ajouté, elle est traditionnellement consommée comme fortifiant. Au XIIe siècle, Avicenne la préconisait contre la fièvre.
En médecine traditionnelle, la Talbina est réputée pour ses propriétés curatives et réconfortantes. Elle est souvent utilisée pour aider à soulager les symptômes de la dépression, l'anxiété et le chagrin. Bien que les recherches modernes n'aient pas encore confirmé ces effets, certains composants de la Talbina, comme les fibres, les vitamines et les minéraux, pourraient contribuer à une meilleure santé mentale en général.
La Talbina est généralement facile à préparer et peut être adaptée à différents goûts et préférences alimentaires. Pour préparer la Talbina, la farine d'orge est d'abord mélangée avec de l'eau ou du lait pour former une pâte épaisse. Cette pâte est ensuite chauffée et remuée jusqu'à ce qu'elle épaississe et devienne crémeuse. Du miel, du sucre ou des fruits secs peuvent être ajoutés pour sucrer la soupe, et des épices comme la cannelle ou la cardamome peuvent être utilisées pour ajouter de la saveur.